# Challenge Sedis
Le Challenge Sedis, également appelé Challenge Yellow, est un prix créé par le fabricant de chaînes mécaniques Sedis en 1931. Il vise à récompenser le meilleur cycliste routier professionnel de la saison en France en prenant en compte les classements obtenus lors de compétitions françaises. Le lauréat peut ainsi être considéré comme un « champion de France de la saison » ou un « champion de France aux points ». En 1958, la société Pernod crée le Challenge Pernod afin de concurrencer le Challenge Yellow.

## Palmarès
- 1931 :  André Leducq
- 1932 :  Julien Moineau
- 1933 : Non-attribué
- 1934 :  Antonin Magne
- 1935 :  René Le Grevès
- 1936 :  Antonin Magne
- 1937 :  Georges Speicher
- 1938 :  Paul Maye
- 1939–1946 : Non-attribué
- 1947 :  Émile Idée
- 1948 :  Émile Idée
- 1949 :  Jacques Moujica
- 1950 :  Antonin Rolland
- 1951 :  Louison Bobet
- 1952 :  Louison Bobet
- 1953 :  Louison Bobet
- 1954 :  Louison Bobet
- 1955 :  Louison Bobet
- 1956 :  Bernard Gauthier
- 1957 :  Jacques Anquetil
- 1958 :  Raphaël Géminiani
- 1959 :  Henry Anglade
- 1960 :  Raymond Mastrotto
- 1961 :  Raymond Poulidor
- 1962 :  Joseph Groussard
- 1963 :  Raymond Poulidor
- 1964 :  Raymond Poulidor
- 1965 :  Jacques Anquetil
- 1966 :  Raymond Poulidor
- 1967 :  Bernard Guyot
- 1968 :  Jean Jourden
- 1969 :  Raymond Poulidor
- 1970 :  Lucien Aimar
- 1971 :  Cyrille Guimard
- 1972 :  Raymond Poulidor
- 1973 :  Raymond Poulidor
- 1974 :  Jean-Pierre Danguillaume
- 1975 :  Bernard Thévenet
- 1976 :  Lucien Van Impe
- 1977 :  Joop Zoetemelk
- 1978 :  Bernard Hinault
- 1979 :  Bernard Hinault
- 1980 :  Bernard Hinault
- 1981 :  Bernard Hinault
- 1982 :  Bernard Hinault